# 奈茨 (佛羅里達州)
奈茨（英語：Knights）是位於美國佛羅里達州希爾斯波羅縣的一個非建制地區。該地的面積和人口皆未知。

## 地理
奈茨的座標為28°04′35″N 82°08′15″W / 28.07639°N 82.13750°W，而該地的平均海拔高度為30米（即98英尺）。